# Hochschule für Lehrerbildung
Die Hochschule für Lehrerbildung (HfL) war im nationalsozialistischen Deutschland von 1933 bis 1942 die staatliche Institution zur Ausbildung von Volksschullehrern.

## Geschichte
Nachdem 1932 noch acht von 15 preußischen Pädagogische Akademien, die erst in der Weimarer Republik seit 1925 entstanden waren, aus Kostengründen geschlossen worden waren (Altona, Breslau, Cottbus, Erfurt, Frankfurt (Oder), Hannover, Kassel, Stettin), begann der neue preußische Kultusminister Bernhard Rust mit der Umbenennung am 6. Mai 1933 (mit Wirkung zum 1. Mai 1933), die verbliebenen in „Hochschulen für Lehrerbildung“ umzuwandeln. Teilweise wurden die geschlossenen 1934 wieder eröffnet, mit gleichgeschaltetem Personal, so in Cottbus, Frankfurt (Oder) und Hannover. Zusätzlich weihte Rust am 24. Juni 1933 im Grenzgebiet zu Polen, in Lauenburg (Ostpommern), die erste „landgebundene Hochschule für Lehrerbildung Lauenburg“ ein, wo künftige Lehrer als „SA-Führer deutscher Volksbildung“ auf dem Lande und mit Rassenkunde ausgebildet werden sollten. Teilweise ließ er die HfL aus Großstädten in ländliche Regionen verlagern, so von Frankfurt am Main nach Weilburg sowie von Halle an der Saale nach Hirschberg ins schlesische Grenzgebiet. Die Bezeichnung als Hochschule stieß anfangs auf erfolglosen Widerstand beim Finanzministerium, da höhere Besoldungsansprüche daraus abgeleitet zu werden drohten. Als Reichserziehungsminister sorgte Rust ab 1934 dafür, dass die Lehrerbildung außerhalb Preußens erstmals reichseinheitlich in HfL stattzufinden hatte. Im September 1935 wandelte z. B. das Land Mecklenburg sein „Pädagogisches Institut“ Rostock zur HfL um, Hamburg folgte 1936, im Volksstaat Hessen gab es die HfL Darmstadt. In Bayern wurde neben Bayreuth und Würzburg in München-Pasing die „Hans-Schemm-Hochschule für Lehrerbildung“, in Baden die Karlsruher HfL 1936 gegründet. In Sachsen wurden die Bindungen der Pädagogischen Institute an die Universitäten gelöst und in Dresden und Leipzig HfL gegründet, zuletzt 1937 auch in Thüringen, wo das „Pädagogische Institut Jena“ nur den Namen beibehielt. In Braunschweig entstand 1937 die Bernhard-Rust-Hochschule für Lehrerbildung in einem anspruchsvollen Neubau. Sieben neue HfL wurden 1936 eröffnet: in Schneidemühl, in Oldenburg (Oldb.), in Trier, Saarbrücken, Würzburg, Bayreuth und Karlsruhe.
1938 gab es reichsweit 28 Einrichtungen mit diesem Namen, die meisten koedukativ, doch auch gesondert für Männer und Frauen (Hannover, Koblenz, Schneidemühl). Die Dozenten waren in der Regel promovierte Lehrer, die mit Professorentitel berufen wurden. Bereits seit 1933 waren diese „gesäubert“ worden. Lehrkörper und Studierende waren großenteils in nationalsozialistischen Verbänden organisiert. Auch angehende Gymnasiallehrer sollten ihr erstes Jahr auf der HfL studieren.
Rust gab am 8. März 1936 „Richtlinien für die Tätigkeit und das Studium an den HfL“ heraus, die über die Lehrerbildung die Erziehung im Nationalsozialismus auf eine neue Grundlage stellen sollten. Sie regelten die „politisch-leibliche Erziehung“, die Blickrichtung auf die „Lebens- und Denkweise aller Volksschichten“, die wissenschaftliche und die unterrichtspraktische Ausbildung. Dazu gehörten Erziehungswissenschaft, Charakter- und Jugendkunde, Vererbungs- und Rassenlehre, Volkskunde, Allgemeine und Besondere Unterrichtslehre. Die Deutschkunde spielte eine herausragende Rolle. In den Ferien lagen Landschulpraktika.

### Auflösung
Die Attraktivität dieser noch akademischen Ausbildung blieb gering auf die geringer werdenden Abiturienten, die in anderen Studien größere Karrierechancen sahen. Die Einschreibzahlen sanken bis 1939. NS-Politiker wie Martin Bormann, Joseph Goebbels u. a. hielten ein Studium für Volksschullehrer für überflüssig und bewirkten ab 1938 den Übergang zu Lehrerbildungsanstalten (LBA). Als erster Schritt wurden in ländlichen Regionen „Staatliche Aufbaulehrgänge“ für Volks- und Mittelschüler eingerichtet, die zur Lehrerbildung führen sollten. Mit dem Kriegsausbruch 1939 wurden neue Lücken aufgerissen, gegen die radikale Verkürzungen der Ausbildungszeit helfen sollten. So reichten für „Schulhelferinnen“ ab 1941 nur drei Monate Ausbildung zum Einsatz z. B. in den eroberten Gebieten. Spätestens am 31. März 1942 wurden die HfL aufgelöst und ausnahmslos durch LBA ersetzt.